# Ngũ cốc

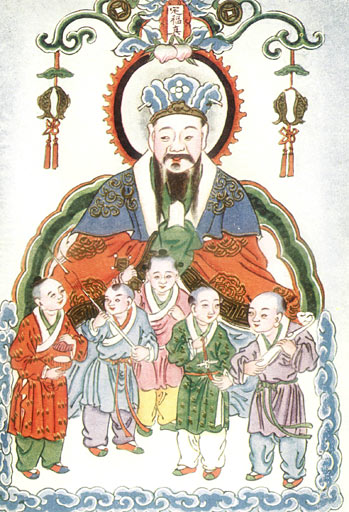
Ngũ cốc là lễ vật cung hiến Táo quân, vị thần cai quản việc bếp núc, và các vị thần theo truyền thống.

Ngũ cốc (tiếng Trung Quốc: phồn thể: 五穀, giản thể: 五谷, bính âm: Wǔ Gǔ): ban đầu, trong thời kỳ Trung Quốc cổ đại, là tên gọi chung để chỉ năm loại thực vật với hạt có thể ăn được, sau này là cụm từ hay được dùng để gọi chung cho các loại cây lương thực hay sản phẩm chính thu được từ chúng. Tuy nhiên, trong cách hiểu của các dân tộc chịu ảnh hưởng từ nền văn hóa Trung Hoa thì khái niệm về ngũ cốc không hoàn toàn giống nhau. Tại Trung Quốc, tồn tại 2 thuyết cơ bản hơi khác nhau một chút về ngũ cốc. Ngoài thuyết về ngũ cốc còn có các thuyết lục cốc, cửu cốc. Tuy nhiên, thuyết về ngũ cốc chiếm ưu thế, có thể là do nó có liên quan tới học thuyết về Ngũ Hành.

## Từ nguyên
Thuyết về ngũ cốc đã có mầm mống sơ khai trong Luận Ngữ, tuy nhiên trong Kinh Thi, Kinh Thư chỉ đề cập tới "bách cốc" (100 loài thực vật để ăn) mà không thấy nói gì tới "ngũ cốc". Thuật ngữ ngũ cốc chỉ xuất hiện trong các tác phẩm từ thời nhà Hán.

## Nội dung
Về nội dung của ngũ cốc, có hai thuyết. Một thuyết liệt kê ngũ cốc bao gồm đạo (稻 lúa-Oryza spp.), thử (黍 kê Proso-Panicum miliaceum), tắc (hay túc 粟, kê vàng hoặc ngô), mạch (麥 bao gồm đại mạch, tiểu mạch, hắc mạch và yến mạch), thục (菽 đậu tương). Nhưng căn cứ vào các ghi chép trong Kinh Lễ thì ngũ cốc lại bao gồm ma (hạt gai dầu), thử, tắc, mạch, thục. Hai thuyết này chỉ khác nhau ở chỗ một thuyết thì có lúa gạo nhưng không có gai dầu, còn thuyết kia thì có gai dầu nhưng không có lúa gạo. Khi kết hợp cả hai thuyết này lại sẽ có đạo, thử, tắc, mạch, thục, ma là sáu loại lương thực. Tác phẩm Lã Thị Xuân Thu (thế kỷ 3 TCN) thời Chiến Quốc có 4 thiên đàm luận về nông nghiệp, trong đó thiên "thẩm thì" bàn về các loại cây trồng có hòa (tắc), thử, đạo, ma, thục, mạch tổng cộng 6 chủng loại; còn trong thiên "thập nhị kỉ" bàn về tác vật, cũng có 6 chủng loại.

## Cách hiểu trong tiếng Việt hiện đại
Trong tiếng Việt hiện đại, ngũ cốc có thể được hiểu theo nghĩa rộng là tên gọi chung các loài cây có hạt dùng làm lương thực (một phần của nhóm cây lương thực) hoặc hiểu theo nghĩa hẹp là năm loại cây có hạt dùng để ăn (kê, đậu, ngô, lúa nếp, lúa tẻ).
Bên cạnh đó, có xu hướng đồng nhất ngũ cốc với thuật ngữ cereal trong tiếng Anh. Theo quan điểm của ISO, ngũ cốc (cereal) được hiểu là hạt của cây trồng thuộc họ Hòa thảo như lúa, lúa mì, lúa mạch, đại mạch, yến mạch, kê, ngô v.v…, không bao gồm các loại hạt đậu, vừng, lạc.  